# Eduard Heinrich Flottwell
Eduard Heinrich Flottwell (ur. 23 lipca 1786 w Insterburgu, zm. 28 maja 1865 w Berlinie) – polityk pruski, nadprezydent Wielkiego Księstwa Poznańskiego.

## Życiorys
W 1830 został naczelnym prezesem Wielkiego Księstwa Poznańskiego, stanowiącego prowincję pruską. Prowadził aktywną politykę germanizacyjną, zarządził ostre represje wobec wielkopolskich uczestników powstania listopadowego (głównie konfiskaty majątków). Nadał urzędowy charakter językowi niemieckiemu (1832), rozbudował system policyjny. 31 marca 1833 wydał dekret, na mocy którego miały ulec kasacji wszystkie klasztory w Wielkim Księstwie Poznańskim (z równoczesną konfiskatą majątku) w ciągu trzech lat. Dążył jednocześnie do emancypacji Żydów, przy jednoczesnym integrowaniu ich ze społeczeństwem niemieckim.
W 1840 został zastąpiony na stanowisku naczelnego prezesa przez Adolfa von Arnim-Boitzenburga i przeniesiony na stanowiska w stolicy. W latach 1844–1846 był ministrem finansów Prus, a 1850–1859 ministrem spraw wewnętrznych. W latach 1850–1862 pełnił ponadto funkcję nadprezydenta Brandenburgii.
W jego pogrzebie udział wzięli m.in. król Prus Wilhelm I Hohenzollern i premier Otto von Bismarck.